# Fischerbastei

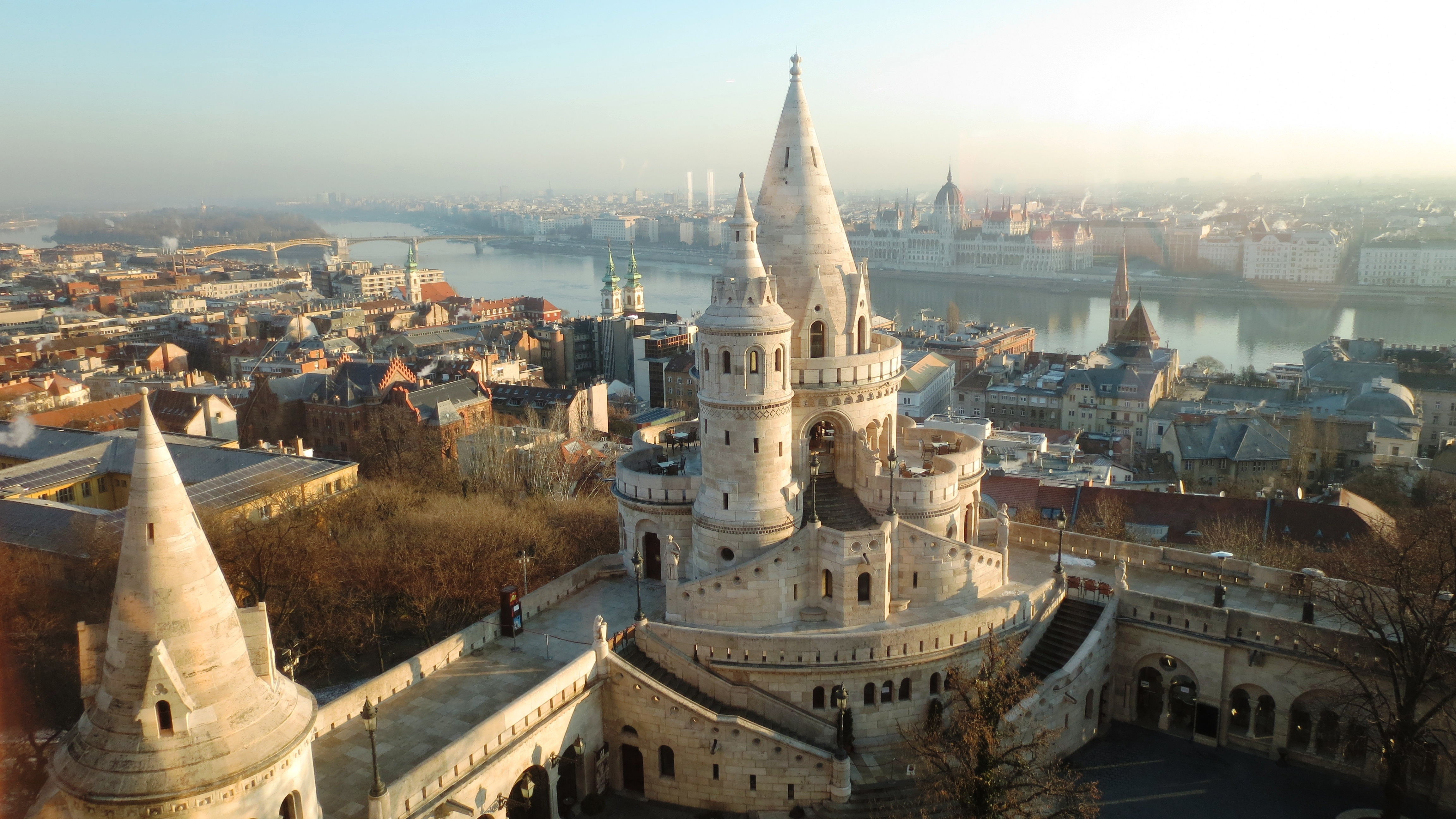
Die Fischerbastei über der Donau

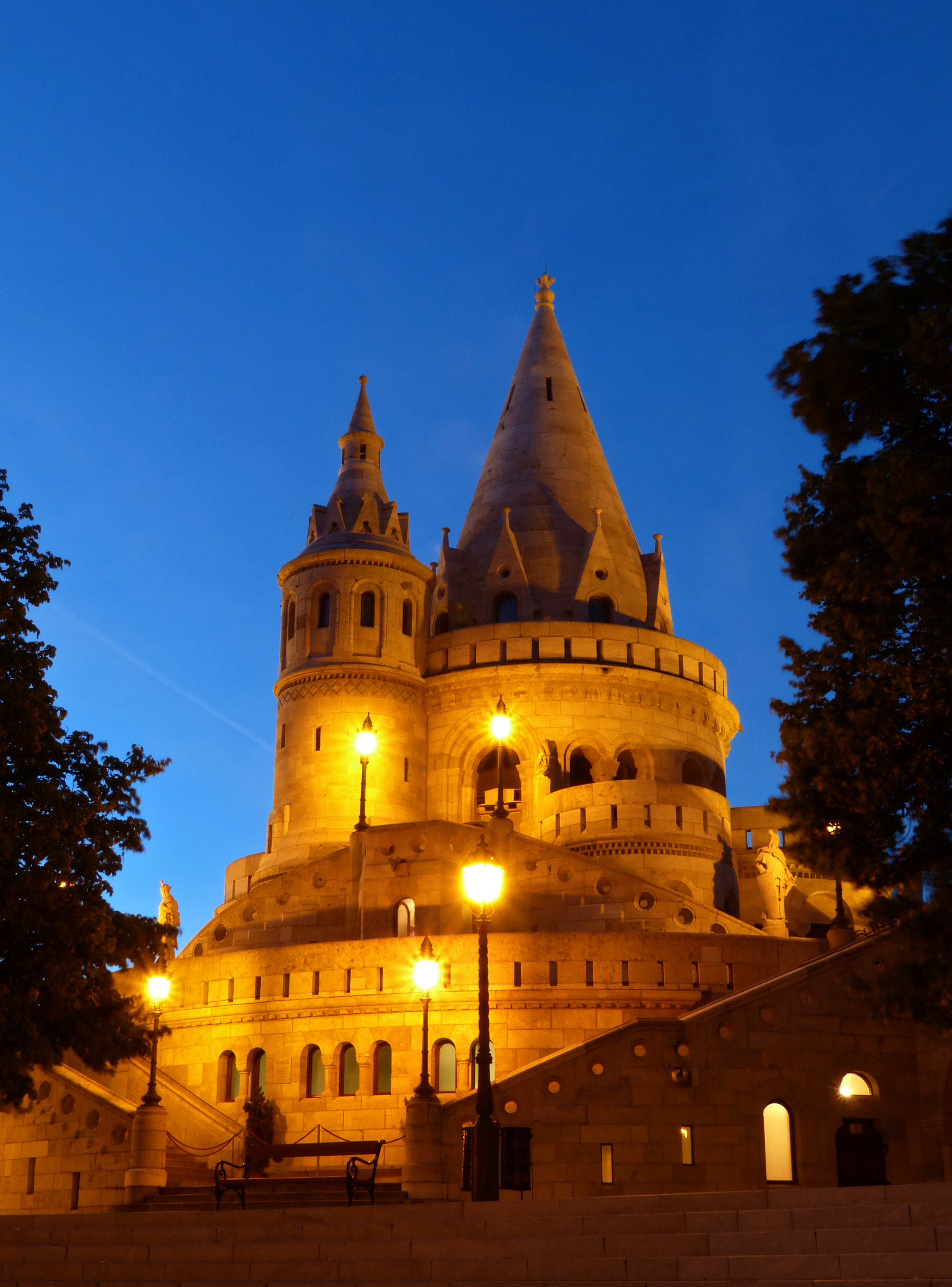
Fischerbastei zur Blauen Stunde

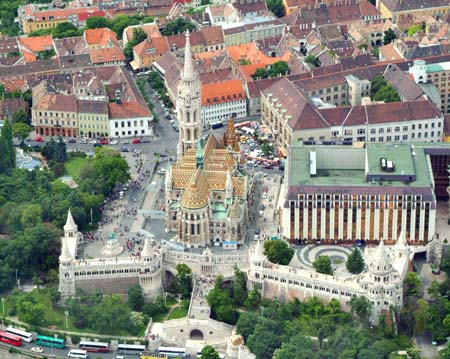
Luftaufnahme

Die Fischerbastei (ungarisch Halászbástya) ist ein von Frigyes Schulek von 1895 bis 1902 errichtetes, neoromanisches Monument in der ungarischen Hauptstadt Budapest. Es erhebt sich auf dem Burgberg an der Stelle des mittelalterlichen Fischmarkts von Buda. Der Name stammt von einer Fischergilde, für die das Monument errichtet wurde. Diese Gilde hatte im Mittelalter diesen Abschnitt der Stadtmauer zu verteidigen. Das skurrile Bauwerk, das mit seinen konischen Türmen an die Zelte der Magyaren erinnern soll, wird als Aussichtsterrasse auf Donau und Pest genutzt.
Vor der Bastei steht eine Bronze-Reiterstatue von König Stephan I. dem Heiligen, der das Christentum in Ungarn verbreitete. 1906 wurde sie vom Bildhauer Alajos Stróbl entworfen und gefertigt. Das Postament der Statue wurde nach Plänen von Frigyes Schulek im neoromanischen Stil errichtet. Es ist mit Zierelementen geschmückt, die das Leben des Königs darstellen.
Gleichfalls in unmittelbarer Nähe befindlich ist die überwiegend neogotische Matthiaskirche.
In der Nähe der Kirche steht das Hotel Hilton, welches 1976 nach Plänen von Béla Pintér erbaut wurde. Das Hotel wurde auf den Grundmauern zweier historischer Gebäude errichtet. Der nördliche Flügel steht auf den Bauresten des Klosters zum heiligen Nikolaus. Die Wand des Südflügels bildet die ehemalige Außenwand des Jesuitenkollegs aus dem 18. Jahrhundert. Zwischen den beiden alten Gebäudeteilen wurde der rekonstruierte Nikolaus-Turm errichtet, welcher ein Relief mit Szenen aus dem Leben von König Matthias Corvinus aus dem Jahr 1930 trägt.
Der Andreas-Hess-Platz vor dem Hotel wurde nach dem deutschstämmigen Drucker Andreas Hess benannt, welcher die erste öffentliche Druckerei Ungarns im gegenüberliegenden Haus Nr. 4 betrieb. Auf dem Platz steht eine Statue von Papst Innozenz XI., unter dem zur Zeit der Besetzung Budapests durch die Türken eine Allianz gegen die Besetzer ins Leben gerufen wurde. Der Papst war auch maßgeblich an der Finanzierung der Befreiungskämpfe beteiligt. Die zur 250-Jahr-Feier der Befreiung der Stadt von der Türkenherrschaft 1836 errichtete Statue ist eine Schöpfung von József Demkó.